# Sam Cane
Samuel Jordan Cane (Rotorua, 13 de enero de 1992) es un jugador neozelandés de rugby que se desempeña como ala y juega para el Tokyo Sungoliath de la Japan Rugby League One.

## Trayectoria deportiva
Jugó para los Chiefs en el Super Rugby y los Bay of Plenty Steamers en la ITM Cup. 
Era el capitán los All Blacks hasta 2023.

### Internacional
En 2012 hizo su debut internacional con Nueva Zelanda, en el segundo de los tres partidos jugados contra Irlanda. Hizo su debut en el partido final de la serie, en casa, en Hamilton, con una actuación destacada que incluyó 16 placajes y dos ensayos. Cane también representó a Nueva Zelanda, en categoría sub-20, en el Campeonato Mundial de Rugby Juvenil de 2011.
Seleccionado para Inglaterra 2015 participó en el primer partido, contra Argentina, anotando el segundo y último ensayo de la selección que, con la conversión (de Daniel William Carter) dejó el marcador definitivo en 26-16 a favor de Nueva Zelanda. Salió de titular y capitán en el segundo partido, contra Namibia, su primera capitanía con el seleccionado nacional. Anotó otro ensayo en la victoria de su equipo 47-9 sobre Tonga.
Fue seleccionado por Steve Hansen para formar parte de los All Blacks en la Copa Mundial de Rugby de 2019 en Japón donde desplegaron un brillante juego en el que ganaron todos los partidos de la primera fase excepto el partido contra Italia que formaba parte de la última jornada de la primera fase,que no se disputó debido a la llegada a Japón del Tifón Hagibis.
En cuartos de final se enfrentaron a Irlanda, partido con cierto morbo porque el XV del trébol había sido el único que había sido capaz de vencer a los All Blacks en los últimos años. Sin embargo, Nueva Zelanda desplegó un gran juego y venció por un amplio resultado de 46-14.
En semifinales jugaron ante Inglaterra donde se formó cierta polémica debido a la formación utilizada en forma de uve por el XV de la rosa a la hora de recibir la haka de los All Blacks, el partido fue posiblemente el mejor que se pudo ver en todo el campeonato, donde vencieron los ingleses por el marcador de 19-7. Cane fue una pieza fundamental para el Hansen ya que jugó 5 partidos siendo titular en cuatro, entre estos las eliminatorias antes Irlanda e Inglaterra y el partido por tercer puesto que les enfrentó a Gales.
En 2019, es nombrado nuevo capitán de la selección neozelandesa

#### Participaciones en Copas del Mundo
| Mundial                       | Sede       | Resultado     | PJ | Tries |
| ----------------------------- | ---------- | ------------- | -- | ----- |
| Copa Mundial de Rugby de 2015 | Inglaterra | Campeón       | 7  | 2     |
| Copa Mundial de Rugby de 2019 | Japón      | Tercer puesto | 5  | 0     |

## Palmarés y distinciones notables
- Super Rugby 2012
- Super Rugby 2013
- Rugby Championship 2012
- Rugby Championship 2013
- Rugby Championship 2014
- Rugby Championship 2016
- Rugby Championship 2017
- Rugby Championship 2018
- Copa Mundial de Rugby de 2015
- Capitán de los All Blacks (2019-presente)